# Volkartstraße 16 (München)

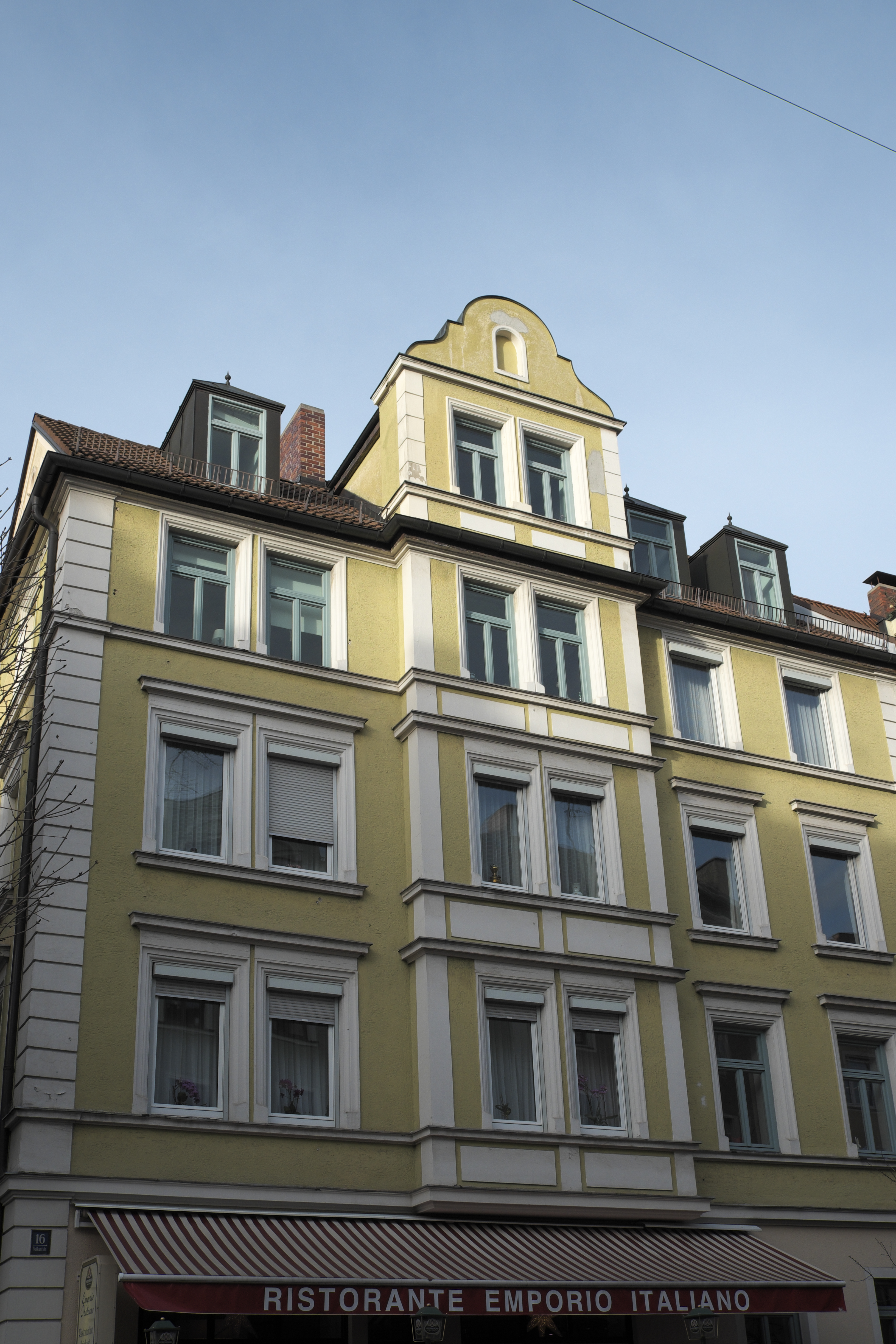
Haus Volkartstraße 16 in München-Neuhausen

Das Haus Volkartstraße 16 ist ein denkmalgeschütztes Mietshaus im Münchner Stadtteil Neuhausen.
Das Haus im Stil der Neurenaissance wurde 1894 den Plänen des Architekten Ludwig Catharinus (wie auch das Haus Volkartstraße 18) errichtet. Es besitzt einen übergiebelten Erker.